# Cotoneaster fangianus
Cotoneaster fangianus är en rosväxtart som beskrevs av Tse Tsun Yu. Cotoneaster fangianus ingår i släktet oxbär, och familjen rosväxter. Inga underarter finns listade i Catalogue of Life.